# Gerard de Cremona
Gerard de Cremona (llatí: Gerardus Cremonensis)  (Cremona, 1114 - Toledo, 1187), fou un prolífic traductor d'obres científiques i filosòfiques àrabs al llatí dins del que es coneix com a escola de traductors de Toledo.

## Vida
Malgrat ser el més prolífic dels traductors toledans de l'àrab, no es coneixen gaires detalls de la seva vida. La major part de les dades que coneixem procedeixen de tres documents antics: un elogi en prosa llatina, un catàleg de les seves obres escrit per ell mateix i una inscripció de set versos en una de les seves traduccions.
Sabem que va néixer a Cremona i que allí va fer els seus primers estudis; que, portat per un afany de coneixement, en data incerta, es va traslladar a Toledo, que havia passat recentment a mans cristianes sense ser saquejada (va ser una capitulació, no pas una conquesta) i que conservava bona part del llegat intel·lectual dels antics governants àrabs; que va romandre a Toledo fins a la fi dels seus dies portant a terme una incansable labor de traducció de texts científics àrabs, potser ajudat per altres persones anònimes.
Poques coses sabem més del cert. Fins i tot, hi ha hagut estudiosos que han afirmat que va morir a Cremona, tot i que no sembla gaire probable.

## Obra
No és possible conèixer exactament totes i cadascuna de les traduccions d'aquest traductor infatigable. No obstant això, se'n pot fer una relació de les més significatives i influents en els segles posteriors:
D'Aristòtil va traduir:
- Els Segons analítics, versió àrab de Matta ibn-Yunus[7]
- Sobre la generació i la corrupció
- Els meteors
- Liber de Causis, tot i no ser una obra original d'Aristòtil, aquesta traducció es va difondre per tot l'Occident cristià com si ho fos, i fou una de les obres més influents de Gerard de Cremona
- Altres comentaris d'obres aristotèliques d'Alexandre d'Afrodísies, d'Al-Kindí, d'Al-Farabí[8] i d'Ishaq al-Israelí

Això no obstant, van ser l'astronomia i les matemàtiques les ciències que més van atraure la seva curiositat. En aquest camp, les seves traduccions més influents van ser:
- L'Almagest de Ptolemeu, a partir de la versió àrab d'Al-Hajjaj (segle ix)
- Les Taules astronòmiques d'Azarquiel
- Els Elements d'Euclides, també probablement de la versió d'Al-Hajjaj[9]
- Les Esfèriques de Teodosi de Bitínia, a partir de la versió àrab de Thabit ibn Qurra
- La Mesura del cercle d'Arquimedes
- L’Àlgebra d'al-Khwarazmí
- Els Elements d'astronomia d'Al-Farghaní
- Les Tabulae Jahen d'Ibn Muadh al-Jayyaní
- La Correcció de l'Almagest de Jàbir ibn Àflah, a qui anomena Geber.
- i molts altres tractats matemàtics de Díocles, d'Autòlic de Pítana, d'Hípsicles, de Jàbir ibn Hayyan, de Gemin de Rodes, etc.

També va mostrar un cert interès per la medicina, disciplina de la qual va traduir:
- Diverses obres de Galè com De elementis, De secretis, De complexionibus, De crisi, Methodus melendi, etc.[10]
- El Canon d'Avicenna.[10]
- Quasi totes les obres conegudes d'Ar-Razí.
- El Liber veritatis Ypocratis, una col·lecció d'aforismes atribuïda a Hipòcrates que es va incorporar a l’Articella
- i altres obres d'Abulcasis, d'Ibn Wafid

Encara que menys influents, també va traduir obres d'alquímia, de geomància i d'endevinació.